# Hoàng Quốc Thưởng
Hoàng Quốc Thưởng (sinh ngày 16 tháng 10 năm 1977) là một chính trị gia người Việt Nam. Ông là đại biểu Quốc hội Việt Nam khóa XIV nhiệm kì 2016-2021, thuộc đoàn đại biểu quốc hội tỉnh Hải Dương, Ủy viên Ban Thường vụ Tỉnh ủy Hải Dương, Bí thư Thành ủy Chí Linh, Chủ tịch Hội đồng Nhân dân thành phố Chí Linh, tỉnh Hải Dương. Ông đã trúng cử đại biểu Quốc hội năm 2016 ở đơn vị bầu cử số 2, tỉnh Hải Dương gồm có thành phố Hải Dương và các huyện: Nam Sách, Thanh Hà.

## Xuất thân
Hoàng Quốc Thưởng sinh ngày 16 tháng 10 năm 1977 quê quán ở xã Lê Lợi, thành phố Chí Linh, tỉnh
Hải Dương.
Ông hiện cư trú ở Lô 17.68, phố Lê Nghĩa, khu Lộ Cương B, phường Tứ Minh, thành phố Hải Dương, tỉnh Hải Dương.

## Giáo dục
- Giáo dục phổ thông: 12/12
- Đại học khoa học xã hội và nhân văn, Đại học Quốc gia Hà Nội, cử Nhân Khoa học Quản lý xã hội.
- Đại học Luật Hà Nội, cử nhân Luật
- Thạc sĩ Quản trị kinh doanh
- Cao cấp lí luận chính trị
- Tham gia học tập và nghiên cứu tại Viện nghiên cứu chính sách Quốc gia Nhật Bản (GRIPS).
- Học lớp lãnh đạo nguồn tại Trường chính sách công Lý Quang Diệu, Singapore

## Sự nghiệp
Ông gia nhập Đảng Cộng sản Việt Nam vào ngày 22/5/2003.
Khi ứng cử đại biểu Quốc hội Việt Nam khóa XIV vào tháng 5 năm 2016 ông đang là Tỉnh ủy viên, Bí thư
Đảng ủy Tỉnh đoàn Hải Dương, Ủy viên Ban Thường vụ Trung ương Đoàn, Bí thư Tỉnh đoàn Hải Dương, làm việc ở Đoàn Thanh niên Cộng sản Hồ Chí Minh tỉnh Hải Dương.
Ông đã trúng cử đại biểu quốc hội năm 2016 ở đơn vị bầu cử số 2, tỉnh Hải Dương gồm có thành phố Hải Dương và các huyện: Nam Sách, Thanh Hà, được 302.561 phiếu, đạt tỷ lệ 82,61% số phiếu hợp lệ.
Ông hiện là Uỷ viên Ban Thường vụ Tỉnh uỷ, Bí thư Thành ủy Chí Linh, Chủ tịch Hội đồng Nhân dân thành phố Chí Linh, Đại biểu HDND tỉnh Hải Dương khoá XVII nhiệm kỳ 2021 - 2026.